# Westliche Lamellenzahnratte
Die Westliche Lamellenzahnratte (Otomys occidentalis) ist ein Nagetier in der Familie der Langschwanzmäuse.

## Merkmale
Wie andere Gattungsmitglieder hat die Art einen kräftigen Körper und einen großen Kopf. Sie erreicht eine Kopf-Rumpf-Länge von 131 bis 160 mm, eine Schwanzlänge von 68 bis 88 mm sowie ein Gewicht von 69 bis 88 g. Die Hinterfüße sind 24 bis 29 mm lang und die Länge der Ohren beträgt 18 bis 22 mm. Das zottige Fell der Oberseite hat eine braune bis schwarzbraune Farbe. Auf der Unterseite ist das Fell seidiger und glänzender mit schwarzgrauer Farbe. Die Schneidezähne in Ober- und Unterkiefer sind durch tiefe Furchen gekennzeichnet. Bei Weibchen kommen zwei Paar Zitzen vor. Bei den molaren Zähnen des Oberkiefers hat der erste Molar fünf Lamellen und der dritte Molar acht Lamellen (selten sieben).

## Verbreitung und Lebensweise
Die Westliche Lamellenzahnratte lebt in den Gotel-Bergen im Süden Nigerias sowie im nahe gelegenen Gebirgszug Oku in Kamerun. Sie hält sich in Regionen auf, die auf 1900 bis 3000 Meter Höhe liegen. Exemplare konnten auf Gras- und Heideflächen mit vereinzelten Farnen sowie auf Waldlichtungen registriert werden.
Die Tiere sind tag- und vermutlich auch dämmerungsaktiv. Weitere Angaben zum Verhalten liegen nicht vor.

## Gefährdung
Die Umwandlung der ursprünglichen Landschaft zu Landwirtschaftsflächen stellt eine Bedrohung für den Bestand dar. Die Westliche Lamellenzahnratte ist allgemein selten. Sie wird aufgrund ihres begrenzten Verbreitungsgebiets von der IUCN als gefährdet (Vulnerable) gelistet.